# 山犬
山犬（英語：Mountain dog），又譯為高山犬，一種大型的犬種品系，來自於歐亞大陸山區的地方品種。最早源自於獒犬，它們通常有雙層皮毛，一般被用來當成工作犬，最常見是用來當成牲畜護衛犬（Livestock guardian dog）或牧羊犬。

## 山犬種類
- 比利牛斯山犬
- 高加索犬
- 西藏獒犬
- 坎高犬
- 紐芬蘭犬

紐芬蘭犬